# Hernádbűd
Hernádbűd é um município da Hungria, situado no condado de Borsod-Abaúj-Zemplén. Tem 5,91 km² de área e sua população em 2015 foi estimada em 133 habitantes.